# Deutsche Volleyball-Bundesliga 1981/82 (Männer)
Die Saison 1981/82 der Volleyball-Bundesliga war die achte Ausgabe dieses Wettbewerbs. Der USC Gießen wurde Deutscher Meister. Frankfurt und die VSG Bodensee mussten absteigen.

## Mannschaften
In dieser Saison spielten folgende zehn Mannschaften in der Bundesliga:
- VSG Bodensee
- SC Fortuna Bonn
- SSF Bonn
- Orplid Frankfurt
- USC Gießen
- Hamburger SV
- TuS 04 Leverkusen
- TSV 1860 München
- VBC Paderborn
- TV Passau

## Tabelle
|     | Verein       | Punkte | Sätze |
| --- | ------------ | ------ | ----- |
| 1.  | Gießen       | 30:6   | 47:20 |
| 2.  | Paderborn    | 30:6   | 46:20 |
| 3.  | Fortuna Bonn | 20:16  | 41:36 |
| 4.  | Leverkusen   | 20:16  | 35:32 |
| 5.  | Hamburg      | 18:18  | 38:38 |
| 6.  | SSF Bonn     | 16:20  | 34:35 |
| 7.  | Passau       | 16:20  | 35:38 |
| 8.  | München      | 14:22  | 28:39 |
| 9.  | Frankfurt    | 12:24  | 28:42 |
| 10. | Bodensee     | 4:32   | 21:52 |